# Choi Hyun-tae
Đây là một tên người Triều Tiên, họ là Choi.
Choi Hyun-Tae (sinh ngày 15 tháng 9 năm 1987) là một cầu thủ bóng đá Hàn Quốc thi đấu cho Jeju United.

## FC Seoul
Ngày 2 tháng 4 năm 2013, trong một trận đấu tại Giải vô địch bóng đá các câu lạc bộ châu Á với Vegalta Sendai, Choi được thay vào ở phút thứ 75 cho Sergio Escudero. Ở phút thứ 84, thủ môn dự bị Yu Sang-hun bị đuổi khỏi sân vì phạm lỗi thô bạo. Vì FC Seoul đã dùng hết tất cả quyền thay người, Choi được đặt trước khung gỗ và trở thành thủ môn của FC Seoul trong những phút còn lại và bù giờ khi chứng kiến anh đẩy được một quả phạt đền và có hai lần cứu bóng thành công.